# NGC 6339
NGC 6339 (другие обозначения — UGC 10790, MCG 7-35-59, ZWG 225.92, IRAS17155+4053, PGC 60003) — спиральная галактика с перемычкой (SBcd) в созвездии Геркулес.
Этот объект входит в число перечисленных в оригинальной редакции «Нового общего каталога».